# Rede Ferroviária do Nordeste
A Rede Ferroviária do Nordeste foi uma empresa ferroviária brasileira que operou no Nordeste, de 1951 pela encampação da Great Western of Brazil Railway até a criação da RFFSA, em 1957. A RFN operou até 1976, como subsidiária da RFFSA. Iniciou a dieselização, com a introdução das locomotivas English Electric em 1954 e novos vagões. 
Hoje, no Recife, Pernambuco, abriga-se o Museu Ferroviário com locomotivas e vagões que operaram na Rede Ferroviária do Nordeste e em suas antecessoras.

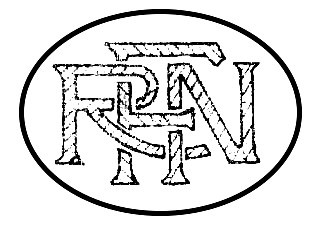
Logomarca da RFN